# 埃斯塔瓦尔
埃斯塔瓦尔（法語：Estavar，法語發音：[ɛstavaʁ] ⓘ）是法国东比利牛斯省的一个市镇，位于该省中部，属于普拉德区。

## 地理
埃斯塔瓦尔（42°28'14"N, 1°59'50"E）面积9.24 平方千米，位于法国奧克西塔尼大區东比利牛斯省，该省份为法国大陆部分最南部的省份，涵盖了北加泰罗尼亚，北起奥德省，西接阿列日省和安道尔，南与西班牙接壤，东临地中海。
与埃斯塔瓦尔接壤的市镇（或旧市镇、城区）包括：利维亚、塔尔加索讷、埃加特、丰罗默-奥代约-维亚、萨亚古斯。
埃斯塔瓦尔的时区为UTC+01:00、UTC+02:00（夏令时）。

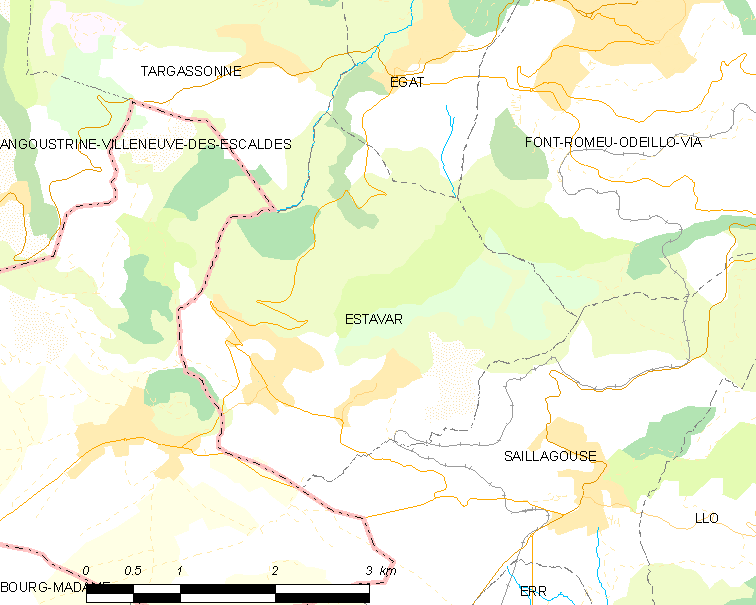
埃斯塔瓦尔的OSM定位图

## 行政
埃斯塔瓦尔的邮政编码为66800，INSEE市镇编码为66072。

## 政治
埃斯塔瓦尔所属的省级选区为加泰罗尼亚比利牛斯县。

## 人口

1962-2008年间埃斯塔瓦尔人口变化图示

埃斯塔瓦尔于2022年1月1日时的人口数量为455人。